# 双截龙3 罗塞塔之石
《双截龙3 罗塞塔之石》是1990年5月31日在街机推出的横向卷轴清版动作游戏。游戏为双截龙系列第三款街机游戏。游戏后来移植到大量平台。本作並不是由Technōs Japan開發的游戏，而是外包給日本電子遊戲開發商East Technology（イースト・テクノロジー）主導開發（East Technology曾於同年2月開發並發行街機遊戲《Gigandes》）。
游戏可以最多至2或3个人同时进行游戏。美版還設有物品商店，玩家可以透過花費現實上的金錢來購買遊戲內物品，例如武器、額外動作和新的可使用角色，這是電子遊戲史上最早出現微交易系統的遊戲。由於爭議不斷，該系統最終在日版和歐版被刪除。
任天堂版本的《双截龙III 罗塞塔之石》由Technōs Japan開發，並在街机版本的几个月后的1991年2月发行。这个版本并不是移植，而是两个游戏同时进行开发。
《电脑与电子游戏》的Julian Rignall打出83%，称赞游戏更逼真的画风，并向系列爱好者推荐游戏。